# Coração de Estudante
Coração de Estudante é uma telenovela brasileira produzida e exibida pela TV Globo de 25 de fevereiro a 27 de setembro de 2002, em 185 capítulos. Substituiu A Padroeira e sendo substituída por Sabor da Paixão, foi a 60ª "novela das seis" transmitida pela emissora. 
Teve a autoria de Emanuel Jacobina, com colaboração de Duca Rachid, Bosco Brasil, Cristianne Fridman, Júlio Fischer, Max Mallmann e Nelson Nadotti, teve a supervisão de texto de Carlos Lombardi (que também escreveu alguns capítulos durante o afastamento do autor). A direção foi de Alexandre Avancini, Cláudio Boeckel e Fabrício Mamberti, com direção geral de Rogério Gomes e direção de núcleo de Ricardo Waddington. 
Conta com as participações de Helena Ranaldi, Fábio Assunção, Marcello Antony, Carolina Kasting, Bruno Garcia, Vladimir Brichta, Cláudio Marzo e Adriana Esteves.

## Enredo
A história se passa em Nova Aliança, interior de Minas Gerais, para onde se muda o professor de biologia Eduardo (Fábio Assunção) e seu filho Lipe (Pedro Malta), visando lecionar na Universidade Estadual de Nova Aliança e se aproximar de sua namorada, Amelinha (Adriana Esteves), a ardilosa filha do poderoso fazendeiro João Mourão (Cláudio Marzo). No entanto, o romance chega ao fim quando Edu se apaixona pela professora de direito Clara (Helena Ranaldi) e se une a ela na luta contra os desmandos do futuro sogro, que pretende construir uma hidroelétrica em uma área florestal preservada nos limites da universidade. Após armar diversas situações para tentar separar o casal, Amelinha engravida inesperadamente de Nélio (Vladimir Brichta) – o atrapalhado peão de sua fazenda que é apaixonado por ela – e mente que o filho é de Edu. O relacionamento fica mais estremecido quando chega à cidade o novo promotor público Pedro (Bruno Garcia), que se apaixona por Clara e vive uma cômica relação de amor e ódio pelo temperamento forte de ambos.
Paralelamente, o professor luta pela guarda de Lipe contra a ex-mulher, Mariana (Carolina Kasting), que arruinou seu casamento e fez a criança sofrer por seu alcoolismo. Aparentemente recuperada, ela chega de São Paulo atrás do filho e consegue a guarda dele com a ajuda de seu novo namorado, Leandro (Marcello Antony), um professor mau-caráter e chefe de Edu na universidade, que passa a maltratar o pequeno. Em dado momento da história, João Mourão muda sua conduta ao descobrir que sua grande rival Clara é sua filha, fruto de um caso com Lígia (Jussara Freire), que foi embora da cidade 30 anos antes sem nunca lhe contar a verdade. Ainda há Esmeralda (Ângela Vieira), namorada de João Mourão e que rompe o relacionamento quando descobre seus planos da hidrelétrica, sendo cobrada por ele pelo dinheiro emprestado anos antes para que ela abrisse um bar universitário por puro ressentimento.
A trama também segue o cotidiano dos universitários da república Três Corações, onde moram Baú (Cláudio Heinrich), Carlos (Rodrigo Prado), Bruna (Michelle Birkheuer), Cardosinho (Betito Tavares) e Rosana (Alinne Moraes), que teve um filho na adolescência e larga o bebê aos cuidados dos outros. Os calouros Rafaela (Júlia Feldens) e Fábio (Paulo Vilhena) chegam ao local e logo se apaixonam, porém ele se torna alvo da obsessão de Rosana, enquanto ela também passa a ser disputada por Carlos e Mateus (Caio Blat), o arrogante filho de Esmeralda, que trabalha no bar da mãe, não admite ser rejeitado e nem imagina que Bruna gosta dele. Já Baú deixa de ser mulherengo ao conhecer Pati (Marília Passos), mas também é tentado pela venenosa Lolô (Fernanda de Freitas), filha do prefeito Lineu (Paulo Figueiredo).

## Elenco
| Intérprete          | Personagem                    |
| ------------------- | ----------------------------- |
| Fábio Assunção      | Eduardo Feitosa (Edu)         |
| Helena Ranaldi      | Clara Gouveia                 |
| Adriana Esteves     | Amélia Mourão (Amelinha)      |
| Vladimir Brichta    | Nélio Garcia                  |
| Marcello Antony     | Leandro Junqueira             |
| Carolina Kasting    | Mariana Mendes                |
| Bruno Garcia        | Pedro Guerra                  |
| Cláudio Marzo       | João Alfredo Mourão           |
| Ângela Vieira       | Esmeralda Camargo             |
| Paulo Vilhena       | Fábio Vaz                     |
| Júlia Feldens       | Rafaela Tavares (Rafa)        |
| Caio Blat           | Mateus Camargo                |
| Alinne Moraes       | Rosana Santos                 |
| Marília Passos      | Patrícia Gouveia (Patty)      |
| Cláudio Heinrich    | Gustavo Gama (Baú)            |
| Marcos Caruso       | Raul Gouveia                  |
| Jussara Freire      | Lígia Gouveia                 |
| Rodrigo Prado       | Carlos                        |
| Betito Tavares      | Cardosinho                    |
| Michele Birkheuer   | Bruna                         |
| Marly Bueno         | Zuleide Andrade (Zuzu)        |
| Paulo Figueiredo    | Lineu Inácio Cordeiro         |
| Alexandra Richter   | Rita Cordeiro                 |
| Fernanda de Freitas | Maria Heloísa Cordeiro (Lolô) |
| Leonardo Villar     | Ronaldo Rosa                  |
| Sônia Guedes        | Madalena Rosa                 |
| Mário César Camargo | Beraldo Diaz                  |
| Ana Carbatti        | Eneida                        |
| Juliana Martins     | Ana                           |
| Dill Costa          | Raimunda                      |
| Ricardo Petraglia   | Dr. Armando                   |
| Ana Paula Botelho   | Beatriz (Bia)                 |
| Fausto Maule        | Buddy Holliday                |
| Cléa Simões         | Naná                          |
| Aline Borges        | Dolores                       |
| Pedro Malta         | Felipe Mendes Feitosa (Lipe)  |
| Jéssica Marina      | Sofia Mourão                  |
| Miguel Rômulo       | André Andrade Guerra          |

### Participações especiais
| Intérprete        | Personagem                |
| ----------------- | ------------------------- |
| Marcos Palmeira   | Júlio Rosa                |
| Heitor Martinez   | Cláudio                   |
| Roger Gobeth      | Zeca Estrela              |
| Amandha Lee       | Laura                     |
| Rosane Gofman     | Rosa                      |
| Paulo Gorgulho    | Caio                      |
| Malu Valle        | Eliane Tavares            |
| Ítalo Rossi       | Juiz Bonifácio            |
| Esther Jablonski  | Guilhermina               |
| Orã Figueiredo    | Mário Mourão de Castro    |
| Alexandre Zacchia | Motorista                 |
| Roberta Gualda    | Aline                     |
| Bia Nunnes        | Drª Selma                 |
| Tião D'Ávila      | Sílvio                    |
| Cláudia Lira      | Matilde                   |
| Erom Cordeiro     | Roger                     |
| Jaime Leibovitch  | advogado de João Mourão   |
| Luciana Rigueira  | Vanderlea                 |
| Bruno Gradim      | Maurício                  |
| Tadeu di Pietro   | Empresário                |
| Rosaly Papadopol  | Nancy Vaz                 |
| Marcelo Escorel   | Joaquim Mendes            |
| Marilu Bueno      | Madame Nicete             |
| Monique Lafond    | médica de Amelinha        |
| Murilo Elbas      | oficial de justiça        |
| Nica Bonfim       | enfermeira de João Mourão |
| Nildo Parente     | Dr. Carrasco              |
| Roberto Frota     | Empresário                |

## Produção

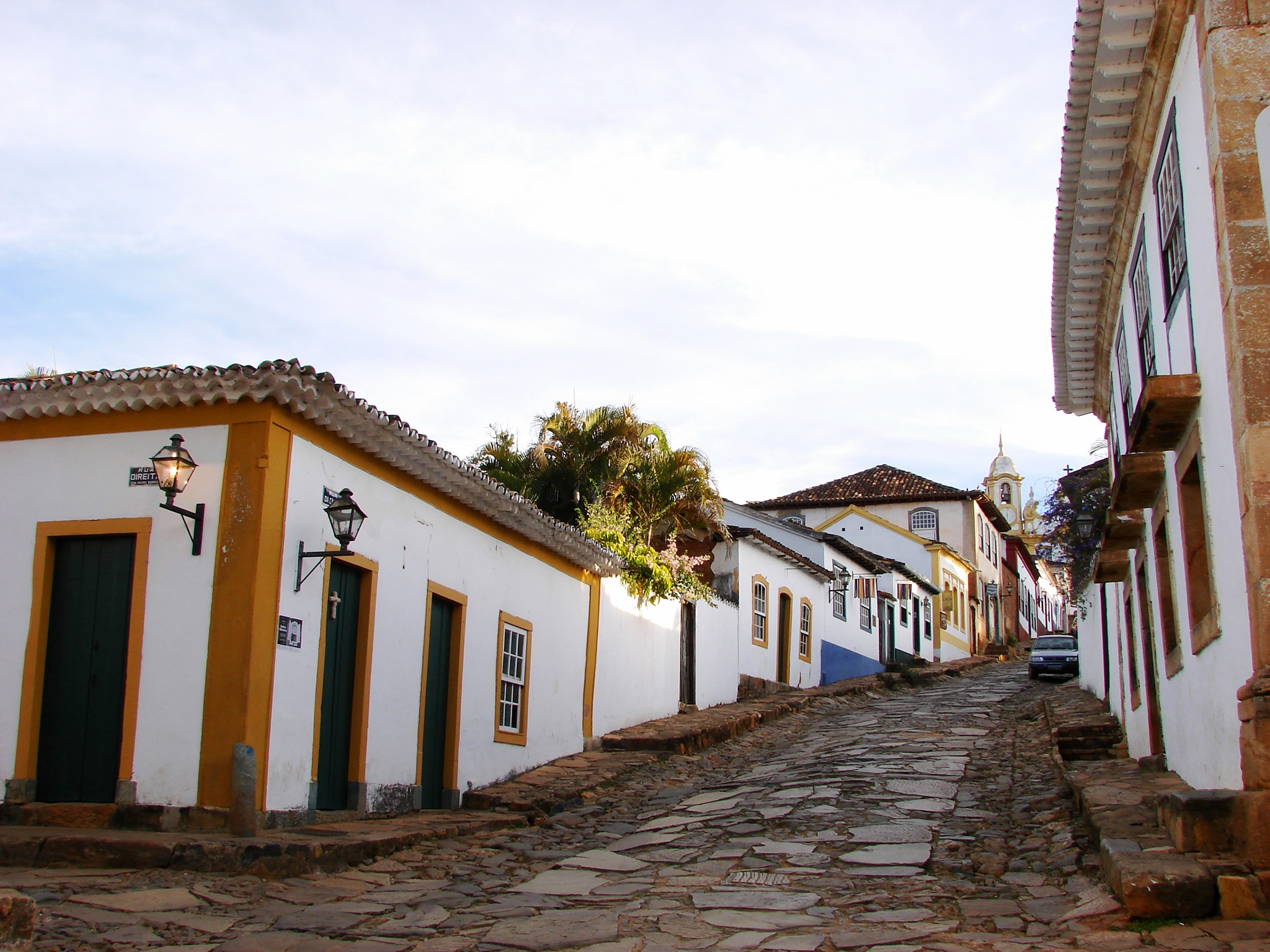
Tiradentes, Minas Gerais, onde o início da novela foi gravado.

Originalmente A Padroeira seria substituída por Dança da Vida, trama de Maria Adelaide Amaral que seria focada na relação conturbada de um senador corrupto e de seu filho bastardo e rebelde, porém após a morte do senador, que deixa sua herança para seu filho, este entra em conflito com sua madrasta, uma mulher ambiciosa e de origem humilde, que se casou com o senador apenas para ser rica, porém teme em ficar pobre novamente. Depois de muitas conversas e contratações, a novela parecia pronta para o início da produção. Porém, por uma determinação da Justiça, foi proibida de ir ao ar por causa dos temas políticos. Por ser ano eleitoral, a trama foi cancelada. A emissora, não podendo esperar por uma outra decisão da Justiça já que o horário vinha ameaçado pelo baixo desempenho de A Padroeira, convocou às pressas Emanuel Jacobina, um dos criadores e roteiristas da Malhação, para escrever a história substituta, Coração de Estudante. Maria Adelaide Amaral foi realocada para a produção da minissérie A Casa das Sete Mulheres para o ano seguinte. A parte externa da novela foi gravada em Tiradentes, interior de Minas Gerais, a qual foi utilizada como cenário para a cidade fictícia de Nova Aliança e inspiração para a confecção da cidade cenográfica. Já as cenas rurais foram gravadas na Fazenda São Fernando, em Vassouras, no Rio de Janeiro, locação da fictícia Fazenda 

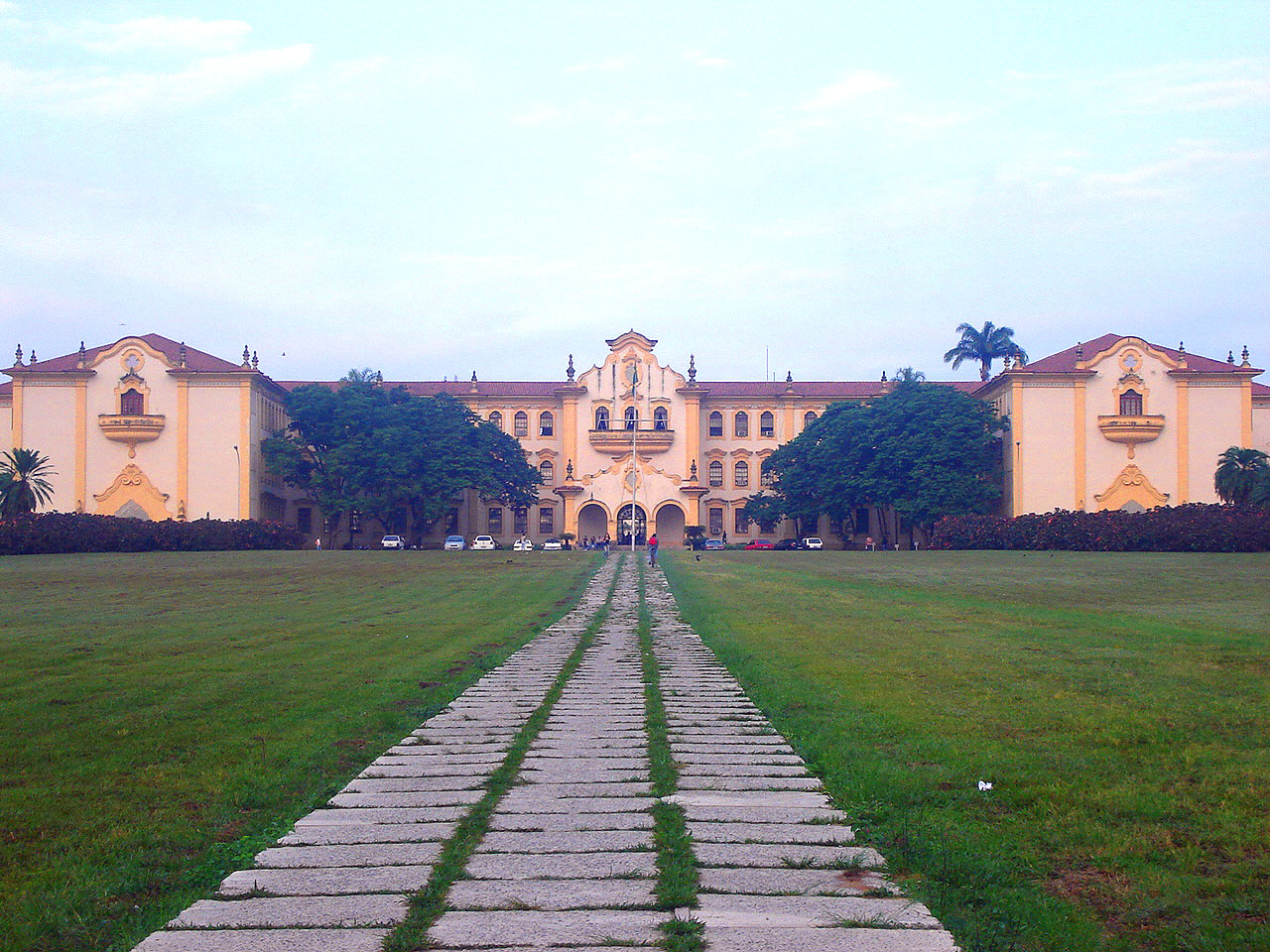
O campus da UFRRJ em Seropédica, Rio de Janeiro, um dos cenários da trama.

A cenógrafa May Martins e o produtor de arte Luiz Pereira fizeram uma viagem de dois meses entre as cidades históricas de Ouro Preto, São João Del Rei e Tiradentes, pesquisando e levantando elementos e informações para a caracterização do cotidiano mineiro, além da concepção do interior das casas, da universidade e de parte da cidade cenográfica. O campus da Universidade Federal Rural do Rio de Janeiro foi usado como cenário da Universidade Estadual de Nova Aliança, universidade fictícia onde se passa parte da novela. Após alguns problemas de estabilizar-se com o público, Carlos Lombardi foi convidado para atuar como supervisor de texto, auxiliando o autor na trama.

### Escolha do elenco
Boa parte do elenco que faria parte de Dança da Vida foi reaproveitado em Coração de Estudante, como Adriana Esteves, Fábio Assunção, Júlia Feldens, Vladimir Brichta e Paulo Vilhena. Gabriela Duarte foi convidada para interpretar Mariana, porém a atriz preferiu aceitar o convite para Esperança. Letícia Spiller foi convidada na sequência, mas acabou sendo reservada antes para a protagonista de Sabor da Paixão, sua sucessora, e o papel ficou para Carolina Kasting.
A partir de 28 de maio de 2002, a trama ganhou reforço com a entrada de Bruno Garcia. Segundo o autor Emanuel Jacobina, a inclusão do personagem foi sugestão de Carlos Lombardi.

### Incidentes
Em 9 de setembro de 2002, Helena Ranaldi fraturou o nariz durante uma cena de briga com Fábio Assunção e Bruno Garcia, e precisou ficar dez dias afastada da novela, o qual foi explicado como uma viagem da personagem.

## Exibição
Foi reapresentada no Vale a Pena Ver de Novo entre 19 de novembro de 2007 e 4 de abril de 2008, em 100 capítulos, substituindo Da Cor do Pecado e antecedendo Cabocla. De acordo com o Ministério da Justiça, obteve classificação "10 anos", podendo ser exibida em qualquer horário, a qualquer hora do dia.
Em Portugal, além da exibição em 2003 na SIC, foi exibida pela Globo Portugal de 12 de Julho de 2021 a 11 de Fevereiro de 2022, substituindo a novela Aquele Beijo e sendo substituída por Sete Vidas na faixa das 18h50. 
Foi reexibida na íntegra pelo Viva de 7 de novembro de 2022 a 9 de junho de 2023, substituindo O Beijo do Vampiro e sendo substituída por Corpo Dourado às 12h45, com reprise às 1h15 e maratona aos domingos às 9h20.

### Outras Mídias
Em 3 de julho de 2023, foi disponibilizada na íntegra pelo Globoplay, como parte do Projeto Resgate.

## Trilha sonora

### Nacional
Lista de faixas
| N.º | Título                                  | Música                              | Personagem tema                    | Duração |  |
| 1.  | "Maria Solidária"                       | Beto Guedes                         | Abertura                           | 3:43    |  |
| 2.  | "Bola de Meia, Bola de Gude"            | 14 Bis                              | Lipe e Edu                         | 3:25    |  |
| 3.  | "Confesso"                              | Ana Carolina                        | Amelinha                           | 3:31    |  |
| 4.  | "Paisagem da Janela"                    | Lô Borges                           | Rafaela                            | 3:16    |  |
| 5.  | "Quando o Amor Era Medo"                | Frejat                              | Edu                                | 3:42    |  |
| 6.  | "Änïmä" (Instrumental)                  | Milton Nascimento                   | Clara                              | 3:20    |  |
| 7.  | "Eu Me Acerto"                          | Zélia Duncan                        | Clara e Edu                        | 3:47    |  |
| 8.  | "Menti Pra Você, Mas Foi Sem Querer"    | Pato Fu                             | Boa Pinta                          | 3:45    |  |
| 9.  | "Acaso"                                 | Ivan Lins                           | Clara e Edu                        | 3:45    |  |
| 10. | "É Amanhã"                              | Elétrika                            | Rafaela e Carlos / Rafaela e Fábio | 3:20    |  |
| 11. | "Acontecência"                          | Cláudio Nucci                       | Geral                              | 3:24    |  |
| 12. | "Mas, Quem Diria"                       | Paula Manga                         | Nélio                              | 3:15    |  |
| 13. | "Eu Não Acredito Em Você"               | Vinny                               | Fábio                              | 3:31    |  |
| 14. | "Sgt. Pepper's Lonely Hearts Club Band" | Cássia Eller                        | República dos estudantes           | 3:38    |  |
| 15. | "Angelus"                               | Leonardo Bretas e Milton Nascimento | Lipe                               | 3:27    |  |
| 16. | "Saudade"                               | Orion                               | Geral                              | 3:31    |  |

### Internacional
Lista de faixas
| N.º | Título                     | Música                 | Personagem tema   | Duração |  |
| 1.  | "Don't Let Me Get Me"      | Pink                   | Carlos            | 3:43    |  |
| 2.  | "Wherever You Will Go"     | The Calling            | Edu e Clara       | 3:25    |  |
| 3.  | "Never Tear Us Apart"      | Joe Cocker             | Pedro e Clara     | 3:31    |  |
| 4.  | "Easy 2 Luv"               | DJ Memê Vs. Double You | Pedro             | 3:16    |  |
| 5.  | "Cruisin'"                 | Mr. Jam                | Rosana            | 3:42    |  |
| 6.  | "One Day In Your Life"     | Anastacia              | Amelinha          | 3:20    |  |
| 7.  | "Dancing In The Moonlight" | Toploader              | Mariana e Leandro | 3:47    |  |
| 8.  | "Walk Alone"               | The Uglys              | Leandro           | 3:45    |  |
| 9.  | "Friends & Family"         | Trik Turner            | Esmeralda         | 3:45    |  |
| 10. | "She"                      | JiveJones              | Bruna             | 3:20    |  |
| 11. | "She's An Angel"           | Sun Coast              | Baú e Patty       | 3:24    |  |
| 12. | "Handy Man"                | James Taylor           | Esmeralda e Nélio | 3:15    |  |
| 13. | "Aubrey"                   | Bread                  | Edu               | 3:31    |  |
| 14. | "Agua Y Sal"               | Rosario                | Rafaela           | 3:38    |  |
| 15. | "Someone Like You"         | Layan                  | Rafaela e Mateus  | 3:27    |  |
| 16. | "Objection"                | Michael Lorf           | Esmeralda e Nélio | 3:31    |  |

## Audiência
Exibição original
O primeiro capítulo da trama teve média de 30 pontos. Marcou recorde de audiência no antepenúltimo capítulo, que foi ao ar em 25 de setembro de 2002. Nesse dia a trama alcançou 42 pontos de média, a maior audiência da novela. Seu último capítulo teve média de 40 pontos, com picos de 44 e 61% de participação. Teve média geral de 30 pontos.
Reprise
A reprise estreou com 17 pontos e o último capítulo alcançou 28 pontos e 75% de participação, superando as inéditas Malhação, Desejo Proibido e Beleza Pura.

## Prêmios e indicações
| Ano  | Prêmio                        | Categoria                | Indicação                          | Resultado |
| ---- | ----------------------------- | ------------------------ | ---------------------------------- | --------- |
| 2002 | Prêmio Magníficos SP          | Melhor Ator Mirim        | Pedro Malta                        | Venceu    |
| 2002 | Prêmio Extra de Televisão     | Melhor Ator Mirim        | Pedro Malta                        | Venceu    |
| 2002 | Melhores do Ano               | Melhor Ator Revelação    | Vladimir Brichta                   | Venceu    |
| 2002 | Melhores do Ano               | Melhor Ator Mirim        | Pedro Malta                        | Venceu    |
| 2003 | Prêmio Contigo! de TV         | Melhor Novela            | Emanuel Jacobina                   | Indicado  |
| 2003 | Prêmio Contigo! de TV         | Melhor Autor             | Emanuel Jacobina                   | Indicado  |
| 2003 | Prêmio Contigo! de TV         | Melhor Atriz             | Adriana Esteves                    | Indicado  |
| 2003 | Prêmio Contigo! de TV         | Melhor Ator              | Fábio Assunção                     | Indicado  |
| 2003 | Prêmio Contigo! de TV         | Melhor Atriz Coadjuvante | Ângela Vieira                      | Indicado  |
| 2003 | Prêmio Contigo! de TV         | Melhor Ator Coadjuvante  | Vladimir Brichta                   | Venceu    |
| 2003 | Prêmio Contigo! de TV         | Melhor Ator Cômico       | Vladimir Brichta                   | Venceu    |
| 2003 | Prêmio Contigo! de TV         | Melhor Ator Infantil     | Pedro Malta                        | Venceu    |
| 2003 | Prêmio Contigo! de TV         | Melhor Diretor           | Ricardo Waddington e Rogério Gomes | Indicado  |
| 2003 | Prêmio Contigo! de TV         | Melhor Par Romântico     | Helena Ranaldi e Fábio Assunção    | Indicado  |
| 2003 | Prêmio Contigo! de TV         | Melhor Cenário de Novela | —                                  | Indicado  |
| 2003 | Prêmio Austregésilo de Ataíde | Destaque do Ano          | Pedro Malta                        | Venceu    |